# Saulcy (Aube)
Saulcy település Franciaországban, Aube megyében. Lakosainak száma 62 fő (2022. január 1.). Saulcy Colombé-la-Fosse, Colombé-le-Sec, Rouvres-les-Vignes, Thors, Beurville és Rizaucourt-Buchey községekkel határos.

## Népesség
A település népessége az elmúlt években az alábbi módon változott:
| Lakosok száma | 76   | 76   | 82   | 85   | 78   | 74   | 68   | 65   | 63   | 62   |
|               | 1968 | 1982 | 1990 | 2006 | 2013 | 2015 | 2017 | 2019 | 2020 | 2022 |